# Tršće (Čabar)
Tršće je maleno naselje u Gorskom kotaru, administrativno pripada Gradu Čabru. 

## Zemljopisni položaj
Smješteno je na visoravni, na 824 m nadmorske visine pored skijališta Rudnik (1011 m), na 45° 33' 55" sjeverne zemljopisne širine i 14° 37' 48" istočne zemljopisne dužine.

## Stanovništvo
| broj stanovnika | 211   | 220   | 190   | 213   | 240   | 250   | 245   | 257   | 323   | 331   | 390   | 394   | 415   | 443   | 428   | 342   | 280   |
|                 | 1857. | 1869. | 1880. | 1890. | 1900. | 1910. | 1921. | 1931. | 1948. | 1953. | 1961. | 1971. | 1981. | 1991. | 2001. | 2011. | 2021. |

## Gospodarstvo
Poznato je po drvoprerađivačkoj djelatnosti (manje pilane, stolarske radnje), turizmu (skijanje, skijaško trčanje, teniski tereni, planinarske staze, biciklističke staze, rafting).